# Margarida Paleóloga
Margarida Paleóloga ou Margarida de Monferrato (em italiano:  Margherita Paleologa; Casale Monferrato, 11 de agosto de 1510 – Mântua, 28 de dezembro de 1566), foi uma governante italiana, marquesa soberana de Monferrato, por direito próprio. Ao casar-se com Frederico II Gonzaga, tornou-se duquesa consorte de Mântua. Após a morte do marido, Margarida foi ainda regente de Mântua, entre 1540 e 1556, e tutora dos seus dois filhos menores, juntamente com o seu cunhado.

## Família
Margarida nasceu em Casale Monferrato filha de Guilherme IX de Monferrato e de sua mulher Ana de Alençon. A sua mãe era a terceira criança nascida do casamento de Renato, Duque de Alençon com a sua segunda mulher Margarida da Lorena, filha de Frederico, Conde de Vaudémont, e de Iolanda de Anjou. O avô materno de Margarida morreu dois dias após o nascimento de Ana.
O avô paterno de Margarida foi Bonifácio III, marquês de Monferrato. Margarida foi a segunda de três crianças. A sua irmã mais velha foi Maria Paleóloga e o mais novo foi Bonifácio IV, que morreu apenas com dezoito anos de idade.

## Casamento
Em 1517, a irmã de Margarida, Maria, foi prometida a Frederico II Gonzaga, filho de Francisco II Gonzaga e de Isabel d'Este, que se viria a tornar marquês e, depois, duque de Mântua. Contudo, o contrato de casamento acabou por ser anulado após Frederico ter acusado Maria de tentativa de envenenamento da sua amante, Isabella Boschetti, mulher do Conde de Calvisano.
A morte do irmão de Maria, reacendeu o interesse de Frederico nesse casamento. Mas Maria morreu também inesperadamente em setembro de 1530. A atenção de Frederico voltou-se, então, para Margarida. Ponderadas as várias propostas pela mão de Margarida, Ana optou pela ligação com a família Gonzaga e o casamento acabou por se realizar em outubro de 1531.
O imperador Carlos V gostaria que Frederico II tivesse casado com Júlia de Aragão, princesa de Nápoles, mas os Gonzagas recusaram esse casamento.
Com a morte do seu irmão e, logo após, de seu tio (João Jorge de Monferrato), Margarida torna-se Marquesa de Monferrato por direito próprio, embora o seu estado acabasse por ser integrado ao património dos Gonzaga.
O casamento durou nove anos, até à morte de Frederico com 40 anos. Margarida e Frederico tiveram sete filhos, o último dos quais foi póstumo, gerado no ano da morte de Frederico:
1. Leonor (Eleonora);
2. Ana (Anna);
3. Francisco III/I (Francesco), que veio a ser Duque de Mântua e Marquês de Monferrato, sob regência da mãe, sem geração;
4. Isabel (Isabella), que casou com Francisco Fernando d'Ávalos;
5. Guilherme I/X (Guglielmo), que veio a ser Duque de Mântua e Marquês de Monferrato, por sucessão a seu irmão mais velho;
6. Luís (Luigi), que casou com a herdeira do ducado de Nevers iniciando o ramo dos Gonzaga-Nevers;
7. Frederico (Federico), Cardeal.

## Viuvez
Com a morte de Frederico II, o filho mais velho, Francisco, tornou-se Duque de Mântua. Como Francisco era ainda um menor com 8 anos de idade, Margarida assumiu a regência. Margarida casou os dois filhos com duas arquiduquesas austríacas, ambas filhas do imperador Fernando I e de Ana da Boêmia e Hungria: Francisco com Catarina e Guilherme com Leonor (irmã mais nova de Catarina).
Francisco morreu sem geração um ano após o casamento, em 1550. Guilherme tornou-se então, Duque de Mântua, com a mãe como regente coadjuvada pelo cunhado, o cardeal Ercole Gonzaga. Margarida viveu tempo suficiente para conhecer três dos netos que nasceram do casamento de Guilherme e Leonor. Após a morte de Margarida, mais cinco netos nasceram, incluindo o futuro Carlos I de Mântua. Margarida morreu em Mântua em 28 de dezembro de 1566.
Em 1574, a pátria de Margarida, o Monferrato, passou a integrar o património dos Gonzaga de Mântua, após a morte do seu filho que, no Monferrato, era conhecido como Guilherme X.